# Werner Kreipe

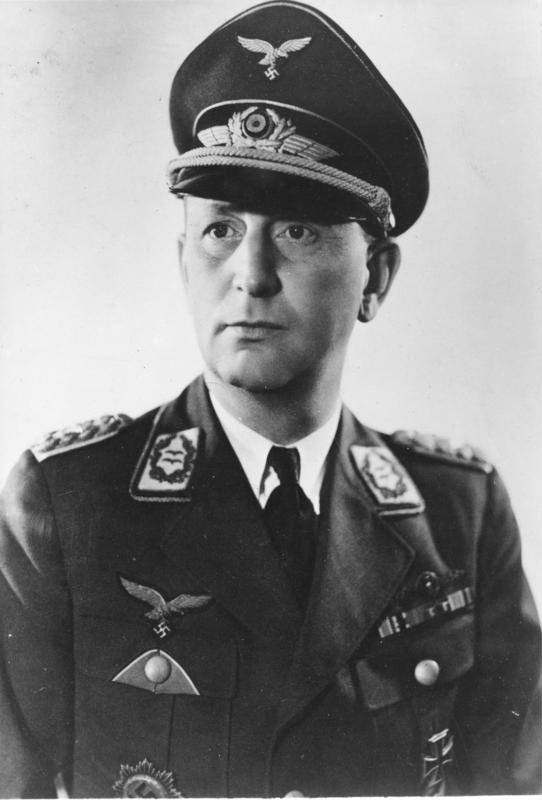
Werner Kreipe als Chef des Generalstabs der Luftwaffe

Werner Kreipe (* 12. April 1904 in Hannover; † 7. September 1967 in Badenweiler) war ein deutscher Offizier, zuletzt General der Flieger der Wehrmacht, und vorletzter Generalstabschef der Luftwaffe.

## Leben
Kreipe wurde als Sohn eines Arztes geboren und trat nach dem Abitur 1922 am Goethegymnasium als Fahnenjunker ins 6. Artillerieregiment der Reichswehr ein. Während seiner Zeit an der Kriegsschule in München wurde er mit seinen Lehrgangskameraden gegen Adolf Hitlers Marsch auf die Feldherrenhalle eingesetzt. 1928 trat er zeitweilig aus dem Heer aus, um eine Ausbildung an der geheimen Fliegerschule der Reichswehr im russischen Lipezk zu absolvieren.
Als Hauptmann nahm er ab 1934 an einer einjährigen Generalstabsausbildung teil und wechselte gleichzeitig zur neuentstandenen Luftwaffe. Er diente ab 1936 zeitweilig im Stab des Staatssekretärs im Reichsluftfahrtministerium Erhard Milch, anschließend beim Generalstab der Luftwaffe. 1938 übernahm er als Kommandeur die Aufklärungsgruppe 122 in Goslar. Während des Westfeldzuges führte er die III. Gruppe des Kampfgeschwaders 2. Anschließend war er ab 1940 Chef der Abteilung Ausbildungswesen im Reichsluftfahrtministerium. Anfang 1941 wurde er Chef der Führungsabteilung im Stab der Luftflotte 3, sein Vorgesetzter war hier sein späterer Nachfolger als Generalstabschef Karl Koller. Im November 1941 versetzte man ihn als Chef des Stabes des I. Fliegerkorps an die Ostfront. Dieselbe Funktion bekleidete er anschließend kurzzeitig bei den Luftwaffenkommandos Ost und Don, bis er im November 1942 den Posten des Chefs des Stabes beim Chef des Ausbildungswesens der Luftwaffe übernahm. Hier erfolgte im März 1943 seine Beförderung zum Generalmajor. Im Juli 1943 wurde er zum General der Fliegerausbildung ernannt.
Nach dem Attentat vom 20. Juli 1944, bei dem Günther Korten schwer verletzt wurde und wenig später starb, wurde er mit der Wahrnehmung der Geschäfte des Chefs des Generalstabes der Luftwaffe beauftragt. Mit Hitler geriet er während seiner kurzen Amtszeit mehrmals aneinander, so durch seine Bemühungen, die Messerschmitt Me 262 aus der Verantwortung des Generals der Kampfflieger (Bomber) zu lösen. Nachdem er während der Operation Market Garden versucht hatte, die Luftwaffe gegen die wüsten Beschimpfungen Hitlers zu verteidigen, wurde ihm der Zutritt zu den Lagebesprechungen im Führerhauptquartier verboten. Anfang November 1944 wurde er durch Koller abgelöst und blieb bis Kriegsende Kommandant der Luftkriegsakademie in Berlin-Gatow. Er geriet danach in alliierte Kriegsgefangenschaft,  aus der er 1947 entlassen wurde.
1951 wurde er von Minister Hans-Christoph Seebohm als Referatsleiter ins Bundesverkehrsministerium geholt, wo er später als Ministerialdirektor die Abteilung Luftfahrt leitete. Gleichzeitig war er ab 1955 stellvertretender Aufsichtsratschef der Lufthansa.

## Auszeichnungen
- Blutorden (Medaille zur Erinnerung an den 9. November 1923)
- Eisernes Kreuz (1939) II. und I. Klasse
- Wehrmacht-Dienstauszeichnung IV. bis II. Klasse
- Deutsches Kreuz in Gold
- Frontflugspange

## Schriften
- „The Battle of Britain“, in: William Richardson, Seymour Freidin (Hrsg.): The fatal decisions: Six decisive battles of the Second world war from the viewpoint of the vanquished. London 1956.
- mit Rudolf Köster und Karl Gundelach: Die fliegerische Ausbildung in der Luftwaffe, unveröffentlichte Studie, Studiengruppe Geschichte des Luftkrieges Karlsruhe, ohne Datum.